# 시오자와 다카토시
시오자와 다카토시(일본어: 塩沢 天人志 시오자와 타카토시[*]는 일본의 만화가이다.

## 약력
- 2003년, 《강강 파워드》에서 GUN'S-ANGEL로 데뷔.
- 2007년, 《월간 소년 강강》에서 FULLMOON으로 첫 연재를 시작.

## 작품 목록

### 연재
- FULLMOON (《월간 소년 강강》2007년 9월호 - 2009년 2월호)

### 완결
- GUN'S-ANGEL (《강강 파워드》2003년 하계호)
- DEAD END (《강강 파워드》2004년 하계호)
- 돈몽그 (《월간 소년 강강》2004년 6월호)
- 사토코와 까마귀 (《월간 소년 강강》2004년 8월호)
- SPIKE THE DEAD (《월간 소년 강강》2005년 3월호)
- FULLMOON (《월간 소년 강강》2006년 2월호)
- 사람 사냥 (《월간 소년 강강》2010년 6월호)